# O Oriente
O Oriente – epos portugalskiego poety Joségo Agostinha de Macedo, wydany w 1814. Poemat w zamierzeniu autora miał być nową poprawioną wersją Luzjad Luísa de Camõesa. Utwór jest skomponowany oktawą (oitava rima), czyli strofą ośmiowersową rymowaną abababcc, pisaną dziesięciozgłoskowcem, podobnie jak jego szesnastowieczny pierwowzór. Jego rytmika, jakkolwiek na swój sposób doskonała, jest jednak monotonna i nużąca dla czytelnika.
Canto a sublime Empreza, e o Lusitano,

Que, toda rodeando a Africa ardente,

A furia assoberbou do vasto Oceano,

E abrio as portas do vedado Oriente:

Com mais valor que he dado a peito humano,

As bases foi lançar do Império ingente,

Que fez, crescendo em paz, crescendo em guerra,

Os portugueses immortaes na Terra.